# Adalbert itáliai király
Adalbert itáliai király (932/936 körül – 971. április 30.) az Itáliai Királyság uralkodója volt 950–963 között. Apjával, II. Berengárral közösen uralkodott, amíg I. Ottó német király erőszakkal félre nem állította, hogy önmagát tegye itáliai királlyá.

## Élete, uralkodása
932 táján született, Berengár ivreai őrgróf és felesége, a toszkánai Willa gyermekeként.
950. december 15-én, Lothár király halála után apjával együtt Itália királyává koronázták (947 óta apja volt a királyság tényleges vezetője). Hatalmának legitimálása végett Berengár szerette volna feleségül adni fiához az elhunyt Lothár özvegyét, Adelheidot, aki azonban erre nem volt hajlandó, és ezért Berengár Garda várába záratta. Adelheid Canossába szökött, és onnan segélykérő levelet írt Ottó német királynak.
Ottó 951-ben megtámadta az Itáliai Királyságot és legyőzte a társuralkodókat. Berengárt és Adalbertet hűségesküre kényszerítette, Adelheidot pedig maga vette feleségül.
Bosszúból Adelheid befogadásáért nem sokkal Ottó távozása után, 953-ban egy Adalbert vezette itáliai sereg ostrommal elfoglalta Canossa várát; Ottó ezt esküszegésnek tekintette. 957-ben parancsára Liudolf sváb herceg megtámadta az országot, és Verona mellett vereséget vért Adalbert hadaira. Sikeresnek induló hadjárata azonban félbemaradt, mert nem sokkal a veronai csata után megbetegedett és elhunyt, mire serege hazatért.
962-ben részt vett apja Róma elleni hadjáratában, és ezúttal is súlyos vereséget szenvedtek a pápa segítségére siető Ottótól. Ottót a pápa jutalmul császárrá koronázta, megvetve ezzel a Német-római Birodalom alapját.
Ottó serege ismét megszállta az Itáliai Királyságot, Berengárt pedig fogságba vetették. Ottó felvette az „itáliai király” címet. Adalbert szaracén kalózok segítségével Korzikára menekült, ahonnan még egyszer megkísérelt visszatérni a trónra, de Pavia alatt ezúttal III. Burchard sváb hercegtől szenvedett vereséget. Burgundiába, és sikertelenül próbálta megnyerni Bizáncot egy Itália elleni hadjárat tervéhez. A diplomáciai fiaskó után visszavonult a nyilvánosságtól, és feleségül vett egy Gerberga nevű nemes hölgyet. Egy fiuk született, Ottó-Vilmos.
Adalbert valamikor 972 és 975 között hunyt el (egyes források pontosabb dátumot adnak meg, de érdemi bizonyíték nélkül), özvegye feleségül ment I. Henrik burgund herceghez. Tőle nem született fia, így Ottó-Vilmos örökölte a Burgundi Hercegséget, a Hohenstaufen-uralkodóház egyik ősének  tekinthető.